# Eukiefferiella brundini
Eukiefferiella brundini är en tvåvingeart som beskrevs av Boothroyd och Peter Scott Cranston 1995. Eukiefferiella brundini ingår i släktet Eukiefferiella och familjen fjädermyggor. Inga underarter finns listade i Catalogue of Life.